# Khittat
Khittat var självstyrande områden inom det islamska rikets städer där varje stam hade sitt område, ett khittat. Indelningen återfanns till exempel i det forna Egyptens huvudstad Fustat.